# Mariansabellaria tenhovei
Mariansabellaria tenhovei är en ringmaskart som beskrevs av Kirtley 1994. Mariansabellaria tenhovei ingår i släktet Mariansabellaria och familjen Sabellariidae. Inga underarter finns listade i Catalogue of Life.